# Didymodon inundatus
Didymodon inundatus är en bladmossart som beskrevs av Brotherus 1902. Didymodon inundatus ingår i släktet lansmossor, och familjen Pottiaceae. Inga underarter finns listade i Catalogue of Life.